# Γ-butyrolakton
γ-Butyrolakton (GBL) je jedovatá bezbarvá kapalina rozpustná ve vodě i v alkoholech. Používá se k výrobě čisticích prostředků na podlahu, látek k rozpouštění lepidel, ředidel na barvy, ale i k výrobě pesticidů, herbicidů, barviv, inkoustu a dalších průmyslových produktů. Mimoto je však také zneužíván jako omamná látka čili droga.

## Účinky
GBL se začal používat jako všespásný sportovní doplněk stravy poté, co byl (v USA v roce 1990) zakázán jeho blízký příbuzný γ-hydroxybutyrát (GHB). V těle se γ-butyrolakton rychle mění na GHB, takže ve výsledku jsou účinky velmi podobné, ale GBL se ještě lépe vstřebává. GHB se následně váže a aktivuje excitační GHB receptory a navíc je slabým aktivátorem (agonistou) inhibičních GABAB receptorů.
Výrobci doplňků udávali, že GBL způsobuje růst svalů, snižuje únavu a zvyšuje fyzické schopnosti. GBL byl nabízen pod názvy jako Blue Nitro, Firewater, GH Revitalizer, Invigorate, Jolt, ReActive, REMForce, RenewTrient, Revivarant a Verve. Na otravu GBL téměř zemřel basketbalista Tom Gugliotta. Postupem času se přesto z GBL stala večírková droga, účinkující jako sedativum, látka ovlivňující vědomí a tlumící krevní oběh a dýchání. Vyvolává příjemné pocity, ospalost a ztrátu zábran. Ve větších dávkách způsobuje malátnost, zmatenost, depresi či silnou agresivitu, upadají do komatózního spánku a po probuzení často zaznamenávají ztrátu paměti. Látka za určitých okolností po opakovaném užívání vyvolává psychickou i fyzickou závislost.